# Deutsches Brotmuseum Ulm
El Museu de la Cultura del Pa, Museum der Brotkultur,anteriorment conegut com a Deutsches Brotmuseum Ulm, és un museu de coneixement que presenta de forma àmplia el significat dels cereals i el pa per al desenvolupament cultural de la humanitat. Aquests inclouen els aspectes naturals, tecnològics i socioculturals de la producció del pa, així com la comprensió del pa com a símbol de la vida en la imaginació judeocristiana. Es posa especial èmfasi en abordar la manca de pa o menjar en el passat i el present. Les obres d'art d'alt rang del segle xv al XXI mostren com de profund i complex que el pa o el cereal està ancorat en la nostra cultura.

## Història
Aquest museu va ser fundat el 1955 per l'emprenedor Willy Eiselen (1896-1981) i el seu fill Hermann Eiselen (1926-2009). La seva preocupació era que el significat del pa restés clar per a la gent. El 1991, la Fundació Eiselen d'Ulm es va fer càrrec del patrocini del museu.
El museu es troba al centre del nucli antic d'Ulm, al Salzstadel, construït l'any 1592, és un edifici renaixentista que fins a principis del segle xix servia com a magatzem de grans, sals i altres productes.

## Valors

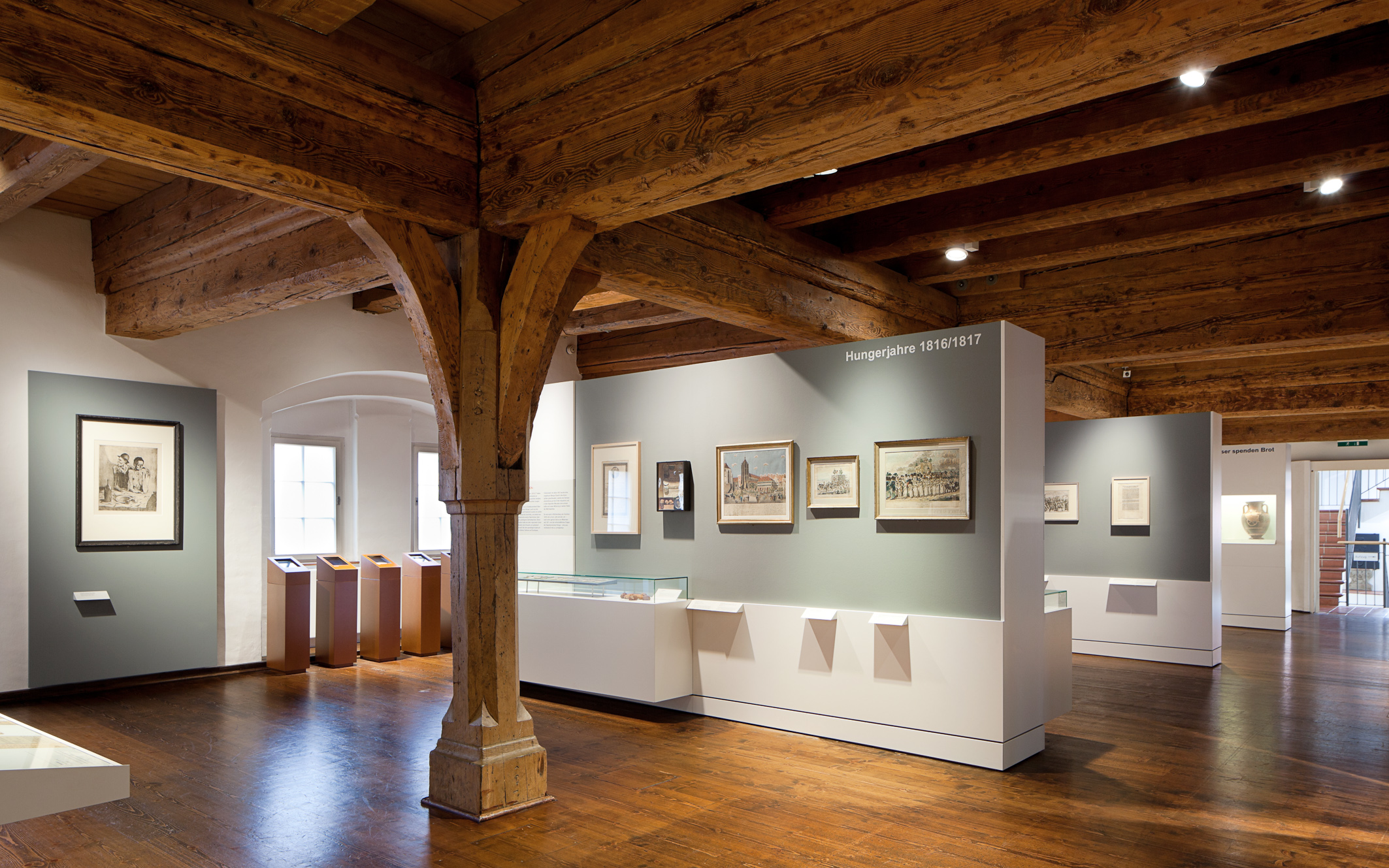
Exposició

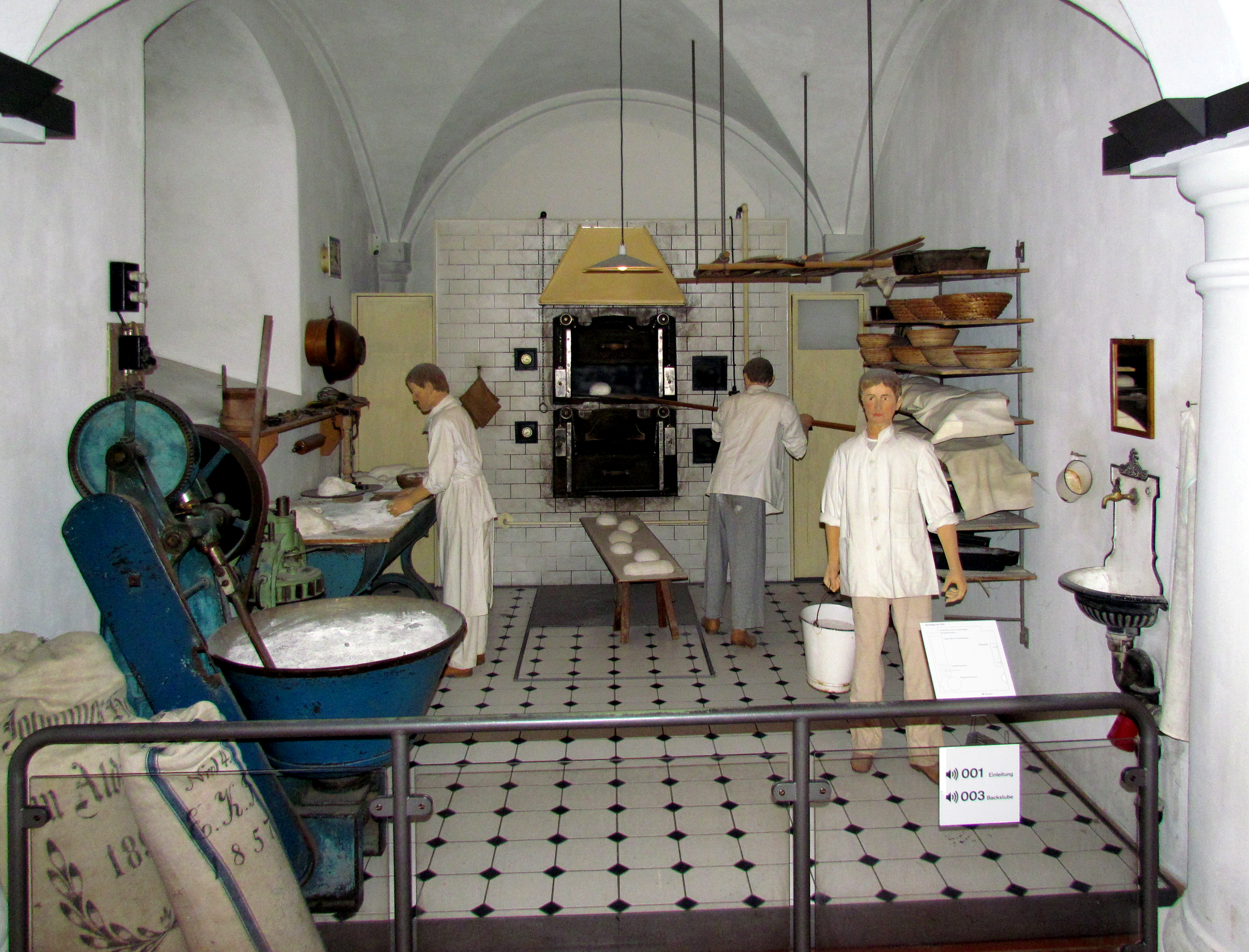
Pastisseria històrica, al voltant del començament del segle XX

La col·lecció, ben dissenyada, conserva uns 18.000 objectes de diferents èpoques i de moltes parts del món sobre el tema de pa i la dieta. Aquests inclouen objectes d'artesania i tecnologia, pintures, escultures i objectes de contextos religiosos, relíquies de les primeres civilitzacions de la Mediterrània (Egipte, Grècia, Roma), sinó també dels cultius d'arròs a Àsia i els cultius de blat de moro a Amèrica Llatina.
Escrits i testimonis visuals i objectes donen una imatge de l'amenaça més invisible, de la fam en la història de l'home. També es tractarà la situació actual dels aliments mundials.
Una característica especial de la col·lecció és que s'inclouen moltes obres d'art. La pintura del segle 17 amb obres religioses i seculars de Pieter Brueghel les formes. J., Jan Frans Francken Flegel. També artistes tan destacats com Ernst Barlach, Max Beckmann, George Grosz, Käthe Kollwitz i Pablo Picasso són representats. Finalment, el museu compta amb un estoc considerable d'obres contemporànies, cosa que demostra el grau en el qual artistes com Man Ray, Salvador Dalí, Joseph Beuys o Markus Lüpertz han abordat el tema del pa i la dieta.